# Joaquim Tomé Feteira

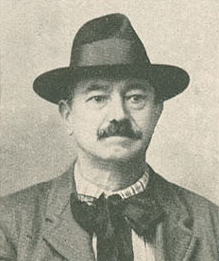
Joaquim Tomé Feteira

Joaquim Tomé Feteira (Marinha Grande, Vieira de Leiria, 1846 / Porto de Mós, Mira de Aire, 7 de Março de 1847 - Marinha Grande, Vieira de Leiria, 28 de Julho / 29 de Agosto de 1918) foi um industrial e maçon português.

## Biografia
Filho de Joaquim Tomé e de sua mulher Angélica Feteira, e irmão mais velho de Manuel, José e António Tomé Feteira.
Iniciou a sua actividade com a fundação duma oficina e, posteriormente, duma fábrica, destinadas à repicagem e depois a produzir, em pequena escala, limas para serrações do Pinhal de El-Rei, e, em breve, tornou justamente famosos os seus tipos folha de oliveira e coto, que aperfeiçoou de forma a vencerem a concorrência estrangeira e, depois, a serem por ela imitados, em especial em França, na Grã-Bretanha e Irlanda e nos Estados Unidos da América.
A manufactura do arguto industrial, já conhecido, então, em todo o Portugal pelo "Tomé das Limas", desenvolveu-se de forma extraordinária, e as fábricas atingiram grande vulto, com enorme capacidade de produção. O seu mercado deixou de estar limitado pelas fronteiras. Os produtos que, sucessivamente, apresentou, conquistaram fama e mercados estrangeiros mundiais, especialmente os de Espanha, França, Bélgica, Suíça, Alemanha, Itália, Dinamarca, Irlanda, Suécia-Noruega, Turquia, Grécia, Egipto, Brasil, Argentina, Uruguai, Paraguai, Venezuela e, até, pela perfeição técnica, dos Estados Unidos da América. Cerca de 80% do consumo nacional ficou, a partir de 1938, satisfeito com os produtos de Joaquim Tomé Feteira e da produção total das suas fábricas que, em 1920, foram totalmente mecanizadas, da qual só menos de 1/5 era consumida em Portugal. Sucessivamente, as fábricas, criadas em 1856, tiveram a designação de Empresa de Limas Tomé Feteira e Empresa de Limas União Tomé Feteira, L.da, e chegaram a empregar 1200 trabalhadores. Ampliou e diversificou, gradualmente, a sua produção, tornando-se um dos primeiros industriais metalúrgicos de Portugal.
Foi iniciado na Maçonaria em data desconhecida de 1909, na Loja Elias Garcia, de Vieira de Leiria, afecta ao Grande Oriente Lusitano Unido, com o nome simbólico de Gambetta.
Quando a vila de Vieira de Leiria foi destruída quase totalmente por um incêndio, foi devido ao velho industrial, que contribuiu, também, para a sua reconstrução, que se obtiveram os terrenos e as madeiras necessárias à sua reconstrução, nos moldes pitorescos actuais daquela bela praia do litoral português. Foi-lhe, por isso, consagrada uma das principais artérias da nova povoação.
Casou primeira vez com Teresa da Piedade, sem geração, e casou segunda vez com Inácia da Piedade Sequeira (Marinha Grande, Vieira de Leiria - ?), da qual teve doze filhos e filhas, que lhe sucederam como industriais, dos quais se destaca Lúcio Tomé Feteira.